# The Beautiful Life
The Beautiful Life es una serie estadounidense que cuenta con la participación de Mischa Barton, Corbin Bleu, Elle Macpherson y Sara Paxton. La serie está producida por Ashton Kutcher y cuenta los hechos de un grupo de chicos y chicas que viven en Nueva York y comparten tanto residencia como profesión: son modelos. El episodio piloto se verá en The CW el 16 de septiembre de 2009. La cadena encargó trece episodios para la primera temporada.
El 25 de septiembre de 2009, The Beautiful Life fue cancelada tras obtener audiencias demasiado bajas en los dos episodios que se emitieron. Seis episodios completos fueron rodados y la cancelación fue anunciada mientras se rodaba el capítulo siete.

## Producción
The CW encargó un episodio piloto de la serie con Ashton Kutcher como productor ejecutivo.

## Filmación
La filmación del episodio piloto comenzó a finales de marzo de 2009 en Montreal, con Christian Duguay como director.
La producción de la serie fue pospuesta ya que la actriz Mischa Barton había sido hospitalizada. Sin embargo, un portavoz de The CW contó a TVGuide.com que la serie no estaría lista el 22 de julio de 2009 y que tal retraso no tenía nada que ver con Mischa.

## Argumento
La vida de un modelo de élite parece ser sexy y glamourosa, pero todo nuevo modelo debe aprender que tras la bella fachada también existe un mundo competitivo y de inseguridad.
Dos jóvenes modelos que están descubriendo este mundo son Raina Collins, que cuenta con una impresionante belleza y un turbio pasado y Chris Andrews, un apuesto chico de campo. Raina se hace rápidamente amiga de Chris, y le presenta a sus amigos de la que ella llama su hogar: la residencia de modelos.
Tras una intensa sesión de fotos, tiene lugar una fiesta exclusiva donde se reúne lo mejor de la industria, donde se ve que el mundo de la moda no es tan bello como lo pintan, y Chris se pregunta a sí mismo cómo podrá él sobrevivir en este mundo de peligrosos excesos y fama efímera.

## Personajes
| Actor / Actriz    | Personaje       |
| ----------------- | --------------- |
| Mischa Barton     | Sonja Stone     |
| Sara Paxton       | Raina Marinelli |
| Ben Hollingsworth | Chris Andrews   |
| Ashley Madekwe    | Marissa Delfina |
| Nico Tortorella   | Kai             |
| Adam Bertrand     | Mason           |
| Jordan Woolley    | Egan            |
| Corbin Bleu       | Isaac           |
| Elle Macpherson   | Claudia         |
| Dusan Dukic       | Simon Lockridge |

## Cancelación
El piloto de The Beautiful Life, salió al aire el 16 de septiembre de 2009, llevándose índice de audiencia muy bajo, el cual fue de solamente 1.5 millones de espectadores en los Estados Unidos.
La CW en ese entonces confirmó que se estaban decepcionado por tener un elenco muy "seductor".
A la otra semana, salió al aire el segundo capítulo que tuvo menos espectadores, esta vez muy apenas 1 millón de espectadores.
Mientras tanto, se filmaba el 7° capítulo de la serie cuando fue anunciada su cancelación porque la CW no le veía futuro al show.
Cuando Mischa Barton permaneció algunos días hospitalizada, Lindsay Lohan intentó hacerse con el personaje principal, pero el productor ni siquiera le tomó la llamada.